# Tempoal (municipalité)
La municipalité de Tempoal est l'une des 212 municipalités de l'État de Veracruz, et est située dans la partie nord de cet État. Située à l'ouest du golfe du Mexique, elle appartient au bassin versant du fleuve Río Pánuco. Elle est limitrophe à l'ouest de l'État de San Luis Potosí, et à l'extrême sud-ouest de celui d'Hidalgo. Son chef-lieu est la ville de Tempoal de Sánchez. Elle dépend de la région Huasteca Alta, du nom du peuple des Huaxtèques qui y est établi, et est une des 10 subdivisions administratives de l'État de Veracruz.

## Géographie
La municipalité de Tempoal est limitée à l'ouest par le Río Moctezuma, puis par l'un de ses affluents de rive droite, le Río Calabozo. Elle est traversée du sud au nord par un autre affluent du Río Moctezuma, le Río Tempoal. Établie dans la plaine alluviale du bassin versant du fleuve Río Pánuco, son altitude oscille entre 20 et 160 mètres, tandis qu'à l'ouest se développe la chaîne de montagnes de la Sierra Madre orientale. Son chef-lieu, la ville de Tempoal de Sánchez, se trouve au centre de son territoire, sur la rive orientale du Río Tempoal. Ce territoire couvre une superficie de 1152,49 km² et était peuplé en 2020 de 34 408 habitants.
Cette municipalité est limitrophe au nord celles de Pánuco et d'El Higo, à l'ouest, dans l'État de San Luis Potosí, de celles de San Vicente Tancuayalab, Tanquián de Escobedo et San Martín Chalchicuautla, à l'extrême sud-ouest, dans l'État d'Hidalgo, de celle de San Felipe Orizatlán, au sud dans l'État de Veracruz, de celles de Platón Sánchez et de Tantoyuca, et l'est de celle d'Ozuluama de Mascareñas.

## Composition et démographie
La municipalité était composée en 2010 de 629 localités.
| Localité            | Population |
| ------------------- | ---------- |
| Tempoal de Sánchez  | 11 617     |
| Corozal             | 1 635      |
| El Aguacate Terrero | 819        |
| Potrero Horcón      | 787        |

En plus de l'espagnol, plusieurs langues amérindiennes sont parlées dans la municipalité, dont les principales sont par ordre d'importance : le huastèque et le nahuatl.

## Histoire
La localité de Tempoal de Sánchez est élevée au rang de ville (ciudad) en 1960.